# Нгујен Цонг Пуонг
Нгујен Цонг Пуонг (21. јануар 1995) вијетнамски је фудбалер.

## Репрезентација
За репрезентацију Вијетнама дебитовао је 2015. године. За национални тим одиграо је 24 утакмице и постигао 6 голова.

## Статистика
| Вијетнам | Вијетнам | Вијетнам |
| Год.     | Ута.     | Гол.     |
| -------- | -------- | -------- |
| 2015     | 2        | 0        |
| 2016     | 7        | 1        |
| 2017     | 6        | 2        |
| 2018     | 9        | 3        |
| Укупно   | 24       | 6        |